# شيخلان سفلي
شيخلان سفلي هي قرية في مقاطعة كليبر، إيران. عدد سكان هذه القرية هو 323 في سنة 2006.